# Solanum sucrense
Solanum sucrense là loài thực vật có hoa trong họ Cà. Loài này được Hawkes miêu tả khoa học đầu tiên năm 1944.